# Danmark i Skåne
Danmark i Skåne er en kulturhistorisk rejsebog fra 1952, hvor forfatteren Palle Lauring inviterer sine skånske naboer og danske landsmænd på en usentimental rejse til det gamle Østensundske Danmark i Skåne.